# Verwaltung 2000
Verwaltung 2000 war die Tarnbezeichnung für die Linie I Bewaffnete Organe/Nationale Volksarmee (NVA) mit der zuständigen Hauptabteilung I (HA I) im Ministerium für Staatssicherheit (MfS) der DDR.

## Auftrag
Die Verwaltung 2000 war mit Gründung des MfS zunächst für den Bereich Bewaffnete Organe als abwehrender Nachrichtendienst tätig. Ab 1956 bis zur MfS-Auflösung 1990 war ihre Hauptaufgabe die Abschirmung, Absicherung und Überwachung aller Personen im Geschäftsbereich des Ministeriums für Nationale Verteidigung (MfNV) einschließlich der Grenztruppen der DDR und des militärischen Nachrichtendienstes der NVA.

## Organisation
Die Verwaltung 2000 war zentralistisch aufgebaut. Die Hauptabteilung I hatte als oberste Diensteinheit ihren Sitz in der MfS-Dienststelle Schnellerstraße in Berlin-Niederschöneweide. Im Bereich des Ministeriums für Nationale Verteidigung (MfNV) in Strausberg befand sich die Verwaltung für den ministeriellen Bereich und die direkt unterstellten Organisationsbereiche (Org-Bereiche), sowie eine eigenständige Abteilung, die für das Ministerium für Nationale Verteidigung am Standort Strausberg zuständig war.
In den Führungskommandos der Teilstreitkräfte, der Grenztruppen und der Militärbezirke befanden sich jeweils eine Diensteinheit mit Abteilungsstatus (Dotierung Oberst) für den jeweiligen gesamten Organisationsbereich, war aber wiederum auch eine eigenständige Unterabteilung (im Personalumfang eines Dezernats, Dotierung Oberstleutnant) für den jeweiligen Führungsstab selbst und das im betreffenden Kasernenbereich befindliche militärische und zivile Personal. Das Prinzip setzte sich fort über die Großverbände, die Militärakademie „Friedrich Engels“, Offiziershochschulen und weitere Lehreinrichtungen bis zu den Brigaden, Regimentern, selbständigen Bataillonen und gleichgestellten Org-Bereichen. Auf der Ebene Regiment/Bataillon kamen in aller Regel zwei Angehörige der Verwaltung 2000 (Dotierung Oberleutnant bis Hauptmann) zum Einsatz. In selbständigen Kompanien, beispielsweise FuTK der Funktechnischen Truppen LSK/LV, kamen Mitarbeiter im Dienstgrad Leutnant/Oberleutnant zum Einsatz.
Nach eigenem Verständnis war die Verwaltung 2000 „Schild und Schwert der Partei“ in der NVA. Partnerorganisation war unter anderem der KGB-Abschirmdienst beim Führungsstab der GSSD.

## Arbeitsweise, Rekrutierung und Dienstbekleidung
Entgegen der allgemein üblichen und somit konspirativ orientierten Arbeitsweise von Geheimdiensten war für Mitarbeiter der Verwaltung 2000 in gewissem Umfang ein offener Umgang mit den NVA-Angehörigen beabsichtigt.
Der Personalbestand der Verwaltung 2000 rekrutierte sich aus Unteroffizieren, Fähnrichen und Offizieren des MfS, der NVA und der Grenztruppen. Auf der Ebene Truppenteil bzw. Einheit waren vor allem Spezialisten gefragt, die mit den örtlichen Gegebenheiten vertraut waren und die einzelne Personen möglichst gut kannten. Die Soldaten und Zivilbeschäftigten wiederum kannten die für sie zuständigen Personen der Verwaltung 2000 von Angesicht.
Die Angehörigen der Verwaltung 2000 trugen grundsätzlich die verbandsübliche Uniform der Einheit ihres speziellen Zuständigkeitsbereichs, hatten aber auch uneingeschränkte Befugnis Zivilkleidung zu tragen. Auch trugen sie die üblichen Auszeichnungen und Ehrenzeichen, bis hin zum Absolventenabzeichen des MfS. Sie verfügten über personengebundene Dienst-Kfz mit ziviler und militärischer Zulassung sowie Zivil- und NVA-Kennzeichen, wodurch sie vom Fuhrpark der NVA unabhängig handeln konnten. Angehörige der Verwaltung 2000 waren grundsätzlich „ständige Waffenträger“. Als Standardbewaffnung wurde die Pistole Makarow (9 mm) geführt.

## Befugnisse
Die Angehörigen der Verwaltung 2000 unterstanden nicht der Befehlsgewalt der Befehlshaber, Kommandeure, Chefs oder Leiter ihres jeweiligen Einsatzbereichs. Sie hatten aber die Befugnis, ohne Nennung von Gründen an Dienstbesprechungen, Übungen und Einsätzen bis hin zu dienstlichen Veranstaltungen geselliger Art teilzunehmen. Bei letzteren waren sie zumeist Ehrengäste der jeweiligen Gastgeber.
Personalentscheidungen, die in besonderem Maße sicherheitsrelevant waren (ab VS-Geheim aufwärts), wie beispielsweise die persönliche Kenntnisberechtigung für Reservefrequenzen von Funkstellen besonderer sicherheitsrelevanter Funkdienste, konnten ohne ausdrückliche Zustimmung der Verwaltung 2000 nicht getroffen werden.
Ähnlich wie der Militärische Abschirmdienst (MAD) in der Bundesrepublik verfügten die Angehörigen der Verwaltung 2000 bis in die Truppe über gesicherte Diensträume und ECM-gehärtete Kommunikationsmittel sowie über spezielle Ausweisdokumente zur Legitimation der besonderen Befugnisse und Zutrittsberechtigungen.
Im Zuständigkeitsbereich der Verwaltung 2000 gab es eine hohe Durchdringung mit Inoffiziellen Mitarbeitern (IM) und Offiziere im besonderen Einsatz (OibE). Darüber hinaus war die Beteiligung von NVA-Offizieren bzw. Spezialisten – ohne IM- oder OibE-Status – im Rahmen der Abwehr technischer Aufklärungsmittel der NATO-Streitkräfte durchaus üblich.

## Leiter der Verwaltung 2000
| Dienstgrad, Name            | Dienstzeit                                           | späterer Dienstgrad  |
| --------------------------- | ---------------------------------------------------- | -------------------- |
| Chefinspekteur Heinz Gronau | 12/1951 – 2/1953                                     | Oberst (ab 1953)     |
| Generalmajor Ottomar Pech   | 3/1953 – 4/1955                                      |                      |
| Generalmajor Martin Weikert | 4/1955 – 6/1955 (vorübergehende Aufgabenwahrnehmung) |                      |
| Generalmajor Karl Kleinjung | 7/1955 – 6/1981                                      | 1974 Generalleutnant |
| Generalmajor Manfred Dietze | 6/1982 – 1989 (bereits 2/1981 beauftragt)            | 1989 Generalleutnant |

## Geschichte
Die Verwaltung 2000 nahm Anfang der 1950er Jahre, zunächst im Referat zur Besonderen Verwendung/ Abteilung I/3 der Hauptverwaltung Ausbildung der VP-Bereitschaft, mit circa zwei Dutzend Mitarbeitern unter Führung von Karl Krug ihre Tätigkeit auf. 
In VP-Kameradenkreisen kursierte für die Mitarbeiter schon bald der Spitzname „Karl-Heinz“, der sich noch bis in die 1980er Jahre hielt, aber zunehmend durch den Spitznamen „V-Null“ abgelöst wurde. 
In der Truppe wurde der einzelne Mitarbeiter der Verwaltung 2000 auch Mitarbeiter 2000 genannt; hinter vorgehaltener Hand auch „Gummi-Ohr“. Für die Verwaltung selbst waren auch die Bezeichnung „Firma“ oder „2000“ üblich.
Bis 1989 wuchs die Verwaltung 2000 mit 2319 Mitarbeitern zur größten Diensteinheit des MfS auf und wurde nach der Wende und friedlichen Revolution in der DDR bis März 1990 ersatzlos abgeschafft.